# Эллис, Майкл (британский политик)
Майкл Тайрон Эллис (англ. Michael Tyrone Ellis; род. 13 октября 1967, Нортгемптон) — британский политик, генеральный казначей (2021—2022) и министр канцелярии Кабинета (2022). Генеральный атторней Англии и Уэльса, генеральный юрисконсульт по Северной Ирландии (2022).

## Биография
Окончил Бакингемский университет, вступил в судебный инн Мидл-Тэмпл, в 1993 году принят в коллегию адвокатов и работал там 17 лет, специализируясь на уголовных делах.
В 2010 году в качестве кандидата консерваторов Майкл Эллис прошёл в Палату общин от округа Северный Нортгемптон, набрав 34,1 % голосов и тем самым улучшив на 4 % результат своей партии на предыдущих выборах, а обладательница этого мандата и сильнейшая из соперников — лейбористка Салли Кибл на 9 % ухудшила собственное достижение и с результатом 29,3 % лишилась депутатского кресла.
В 2015 году переизбран в своём округе с результатом 42,4 % против 34,1 % у сильнейшей из соперников — всё той же Салли Кибл.
Состоял в парламентской группе Консерваторы — друзья Израиля, выступал против Совместного всеобъемлющего плана действий по ядерной программе Ирана.
8 июня 2017 года новые выборы принесли Эллису новый успех — теперь он получил 47,2 % голосов, с трудом победив свою вечную соперницу Салли Кибл (её поддержали 45,2 % избирателей).
26 июля 2019 года при завершении формирования первого правительства Джонсона Майкл Эллис был назначен генеральным солиситором Англии и Уэльса.
Выборы в декабре 2019 года позволили Эллису продемонстрировать прогресс — он набрал 53,2 % голосов, а Салли Кибл — 39,3 %.
Со 2 марта 2021 года временно исполнял обязанности генерального атторнея Англии и Уэльса, поскольку обладательница должности Суэлла Браверман ушла в отпуск по беременности.
10 сентября 2021 года Браверман вернулась на работу, и Эллис вновь занял кресло солиситора Англии и Уэльса (его обязанности временно исполняла Люси Фрейзер).
16 сентября 2021 года премьер-министр Борис Джонсон организовал массовые перестановки в составе своего второго правительства, и одним из его решений стало назначение Эллиса на должность генерального казначея.
8 февраля 2022 года в ходе серии кадровых перемещений в том же правительстве назначен министром канцелярии Кабинета.
6 сентября 2022 года при формировании правительства Лиз Трасс получил портфель генерального атторнея Англии и Уэльса, генерального юрисконсульта по Северной Ирландии.
25 октября 2022 года по завершении правительственного кризиса был сформирован кабинет Риши Сунака, в котором Эллис не получил никакого назначения.